# Thyridectis psephonoma
Thyridectis psephonoma är en fjärilsart som beskrevs av Edward Meyrick 1886. Thyridectis psephonoma ingår i släktet Thyridectis och familjen spinnmalar. Inga underarter finns listade i Catalogue of Life.